# James Black (armaiolo)
James Black (Hackensack, 1º maggio 1800 – Washington, 22 giugno 1872) è stato un artigiano statunitense, noto come coltellinaio per aver realizzato il coltello Bowie disegnato da Jim Bowie.

## Biografia
Nacque a Hackensack (New Jersey) il 1º maggio 1800. La madre morì quando fu piccolo. Black lasciò la casa per Filadelfia a otto anni e divenne apprendista come argentiere.  A 18 anni migrò verso ovest Ohio e Mississippi. Nel 1820 Black si fermò a Bayou Sara in Louisiana dove lavorò come ferryman e steamboat deckhand sul Red River che lo portò fino a Fulton, Arkansas. Black lasciò la nave e si stabilì nella odierna Washington (Arkansas).

### Con William Shaw
Durante i suoi viaggi, Black divenne amico di Elijah Stuart. Stuart aprì una taverna a Washington e Black fu ingaggiato da un
fabbro locale di nome William Shaw. Black, già precedentemente istruito, lavorò su armi e coltelli mentre Shaw concentrò la sua attività come maniscalco e carrozziere. Black divenne più tardi socio di Shaw. La taverna di Stuart divenne poi famosa per essere stato il luogo dove Davy Crockett, Jim Bowie,  William B. Travis pianificarono l'indipendenza del Texas e Black creò coltelli di fama mondiale. Black si innamorò della figlia del socio, Anne Shaw, e data la contrarietà al matrimonio della figlia con Black, quest'ultimo fu allontanato anche dalla attività. Con la liquidazione presa dalla cessazione del rapporto di lavoro Black comprò del terreno lungo il Cossatot River e aprì la sua attività.
Black venne però espulso dal territorio in quanto non ancora parte degli USA ma degli Indiani. Black successivamente riaprì nuovamente un'officina in competizione con Shaw e sposò la figlia nel 1828 e inoltre riuscì a convincere il figlio di Shaw di entrare in affari con lui. Black divenne in breve tempo il miglior fabbro della zona.
Black e la moglie ebbero quattro figli e una figlia: William Jefferson nel 1829, Grandison Deroyston nel 1830, Sarah Jane nel 1832, John Colbert nel 1834 e Sydinham James nel 1835. Black divenne un membro rispettabile della comunità e servì in posti governativi locali.

### Il coltello Bowie e la fama
Nel 1830, Black costruì il famoso coltello Bowie per Jim Bowie già noto per il duello del 1827 a Sandbar. Bowie uccise tre assassini in Texas e la sua morte nella Battaglia di Alamo fecero di lui e del coltello leggenda. Dopo la morte di Bowie nel 1836, Black fece business vendendo il coltello nel Texas. Il processo fu probabilmente ripreso dalla forgiatura dell'acciaio Damasco.
La moglie di James Black, Anne, morì nel 1838 e nel 1839, mentre Black fu malato a letto, il suocero Shaw irruppe in casa di Black e brutalmente lo attaccò. Black venne salvato dall'intervento del suo cane; sopravvisse ma gli occhi furono danneggiati gravemente. Cercò cura nel nord degli USA ma subì altri danni dall'imperizia dei fisiatri di Cincinnati. Quando ritornò in Arkansas scoprì che il suocero vendette illegalmente i suoi beni e l'attività e sparì con il denaro.
Black visse un paio di anni nella piantagione fino a quando venne aiutato dal Dr. Isaac Newton Jones. Black visse con Jones e famiglia per i successivi 30 anni. Passò le sue conoscenze di coltelleria a Daniel Webster Jones. Jones divenne poi Governatore dell'Arkansas. James Black morì il 22 giugno 1872 a Washington (Arkansas).
Secondo alcune fonti:

### Il coltello Bowie dopo la morte di Black
L'officina di Black è parte del Old Washington Historic State Park. Old Washington è la sede della American Bladesmith Society.
Diversi esemplari di coltelli di Black sono in mostra allo Historic Arkansas Museum parte della American Bladesmith Society.
Nel 1996, Black fu inserito nella American Bladesmith Society Hall of Fame.

## James Black nei media
- Nel 1956 il film The Iron Mistress, presenta Black che forgiò il Bowie dal ferro di una meteorite.